# Sopralluoghi in Palestina per il Vangelo secondo Matteo

Fotogramma del film di Pier Paolo Pasolini con il titolo originale del documentario.

Sopralluoghi in Palestina per il Vangelo secondo Matteo, il cui titolo originale è Sopraluoghi in Palestina per il film "Il Vangelo secondo Matteo", è un film documentario del 1965 diretto da Pier Paolo Pasolini.

## Trama
Nel 1963 Pasolini si reca in Palestina, assieme a don Carraro, alla ricerca dello scenario in cui girare Il Vangelo secondo Matteo, nella speranza di trovare dei luoghi che richiamino il mondo biblico arcaico.
Nel percorrere i luoghi della predicazione di Cristo, riconosce in essi gli elementi tipici della campagna dell'Italia meridionale. Pasolini è sorpreso dalla modernità di alcune zone di Israele, come Tel Aviv e la parte israeliana di Gerusalemme, in forte contrasto con i miseri villaggi arcaici del mondo arabo. Sa che è quest'ultimo ad avere mantenuto nei costumi le caratteristiche del periodo di Cristo, mentre il mondo ebraico è troppo occidentalizzato e industrializzato per essere utilizzato nel film. Stando a stretto contatto con la gente del luogo, si rende conto che sarebbe impossibile trovare delle comparse adatte al suo film sia tra gli ebrei, per i loro volti troppo moderni, sia tra gli arabi, per i loro volti pre-cristiani. Nei pressi di Nazaret, Pasolini intervista alcuni abitanti di un Kibbutz sulla loro organizzazione sociale e sul sistema di educazione dei loro figli. Prima di entrare in Gerusalemme, il regista afferma di essere deluso dalla sua ricerca e avanza l'ipotesi di ricreare altrove la scenografia del suo film, anche se la semplicità e la piccolezza dei luoghi della predicazione di Cristo sono stati per lui una lezione di vita.
Il documentario si conclude con la visita a Gerusalemme, la cui grandiosità affascina Pasolini, e a Betlemme, con le immagini della grotta in cui, secondo la tradizione, è nato Cristo.